# Tracy-Bocage
Tracy-Bocage è un comune francese di 357 abitanti situato nel dipartimento del Calvados nella regione della Normandia.

## Società

### Evoluzione demografica
Abitanti censiti